# Scandicci
Scandicci är en ort och kommun i storstadsregionen Florens, innan den 31 december 2014 provinsen Florens, i regionen Toscana i Italien. Kommunen hade 50 551 invånare (2018). Volleybollklubben Pallavolo Scandicci Savino Del Bene kommer från orten. Den har en seger i den europeiska cupturneringen CEV Challenge Cup 2021–2022 som främsta merit.